# HEROES (Brian the Sunの曲)
「HEROES」（ヒーローズ）は、日本のロックバンド・Brian the Sunのメジャー1枚目のシングル。2016年6月1日にEpic Records Japanから発売された。

## 概要
Brian the Sunのメジャーデビューシングル。
表題曲「HEROES」はアニメ『僕のヒーローアカデミア』エンディングテーマとなっている。
通常盤、初回生産限定盤、期間生産限定盤の3形態でリリースされ、初回生産限定盤にはインディーズ最後のツアーとなった「マタタビツアー2015→2016」から新代田FEVERでのライブ映像が収録されたDVDが付属する。期間生産限定盤は、アニメ「僕のヒーローアカデミア」の描き下ろしイラストを使用した、見る角度によって絵柄が変わるレンチキュラー印刷を施したチェンジングジャケット仕様である。

## 収録曲

### CD（通常盤・初回生産限定盤）
1. HEROES [3:01]
  - MBS・TBS系アニメ『僕のヒーローアカデミア』エンディングテーマ
2. Sunday [3:46]
3. HEROES (Instrumental) [3:00]

### CD（期間生産限定盤）
1. HEROES [3:01]
2. Sunday [3:46]
3. HEROES (アニメver.) [1:32]
4. HEROES (Instrumental) [3:00]

### DVD（初回生産限定盤のみ）
1. 都会の泉
2. 彼女はゼロフィリア
3. シュレディンガーの猫
4. 神曲
5. ロックンロールポップギャング